# Fausséni Dembélé
Fausseni Dembelé dit Al Séni Dembelé est un journaliste ivoirien ayant exercé au sein de plusieurs entreprises de presse ivoirienne, notamment Le Patriote, Nord-Sud et L'Expression. Il a dirigé lors de la période post-électorale, un Collectif de 8 journaux, une action tendant à sauvegarder la liberté de la presse et des journalistes fortement menacés. 
Il est l'actuel[évasif] Directeur Général de la Radiodiffusion Télévision ivoirienne. 

## Biographie
Auparavant Directeur de Cabinet du Ministère de la Culture et de la Francophonie (à partir de juin 2011) , il a été nommé en février 2019 pour continuer la transformation du groupe de médias de service public ivoirien,,. Il mise sur une offre d'information plus diversifiée et des contenus toujours plus attrayants. Il prépare activement l'élection présidentielle d'octobre 2020, où le média public veut jouer son rôle de garant de démocratie et de transparence.